# Parakiefferiella
Parakiefferiella är ett släkte av tvåvingar som beskrevs av August Friedrich Thienemann 1936. Parakiefferiella ingår i familjen fjädermyggor.

## Dottertaxa tillParakiefferiella, i alfabetisk ordning[1][2]
- Parakiefferiella alpicola
- Parakiefferiella bathophila
- Parakiefferiella biloba
- Parakiefferiella bilobata
- Parakiefferiella coronata
- Parakiefferiella crassispina
- Parakiefferiella dentifera
- Parakiefferiella ephippium
- Parakiefferiella fennica
- Parakiefferiella finnmarkica
- Parakiefferiella gracillima
- Parakiefferiella gynocera
- Parakiefferiella hernandezi
- Parakiefferiella itachiquarta
- Parakiefferiella lagorum
- Parakiefferiella minax
- Parakiefferiella minuta
- Parakiefferiella nigra
- Parakiefferiella osaruflava
- Parakiefferiella osarufusca
- Parakiefferiella pyrenaica
- Parakiefferiella scandica
- Parakiefferiella smolandica
- Parakiefferiella strixinorum
- Parakiefferiella subaterrima
- Parakiefferiella subaterrimus
- Parakiefferiella tamatriangulata
- Parakiefferiella tenuilobata
- Parakiefferiella tipuliformis
- Parakiefferiella torulata
- Parakiefferiella triquetra
- Parakiefferiella tusimowexeus
- Parakiefferiella wardorum
- Parakiefferiella wuelkeri
- Parakiefferiella yakykelea
- Parakiefferiella yakylemea
- Parakiefferiella yakytriangulata